# Antonio Martín Villa
Antonio Martín Villa (Almonte, 1804 - Sevilla, 11 de marzo de 1876) fue secretario general (1834-1852) y rector de la Universidad de Sevilla (1854-1868). 

## Biografía
Fue autor de una historia de dicha institución y alcanzó gran fama como escritor, literato y jurisconsulto, contándose entre sus amigos afamados poetas (Alberto Lista y Aragón), políticos (Juan Bravo Murillo) y la propia Casa Real Española por su amistad con la Reina Isabel II. Su modestia y humildad le llevó a rechazar altos cargos en la Administración y en la Santa Sede.[cita requerida]
Poco antes de morir, en 1872, alcanzó el Grado de Licenciado en Filosofía y Letras, con premio extraordinario.